# Hohlflöte
A Hohlflöte egy orgonaregiszter német nyelvű megnevezése, magyar jelentése vájtfuvola. Kizárólag 8’, 4’, és 2’ magasságban készülő fedett vagy nyitott regiszter, a fuvolacsalád tagja. Leginkább fából készül, de épülhet fémből is. Középbő menzúrájú. Hangja telt, felhangszegény, bársonyos fuvolahang.

## Lásd még
Orgonaregiszterek listája